# Pralesnička klamavá
Pralesnička klamavá (Ranitomeya imitator) je druh pralesničky z rodu Ranitomeya. Jedná se o jeden z nejznámějších druhů pralesniček, který žije v severovýchodním Peru. Byl popsán v roce 1986 Rainerem Schultem, který ho později rozdělil na více poddruhů podle barvy a odlišného chování.